# Kisagy

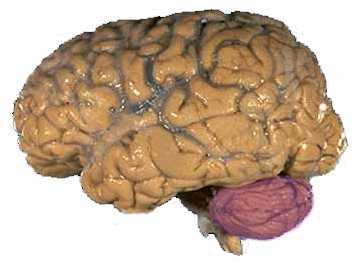
Emberi agy. A jobb alsó, lila terület a kisagy.

A kisagy (cerebellum) tudatunktól függetlenül biztosítja az akaratlagos izmok egyenletes összehúzódását és összehangolja működéseiket, beleértve az ellentétes működésű (antagonista) izomcsoportokét is. A kisagy összeköttetései a központi idegrendszer egyéb részeivel, a testtartást és az akaratlagos mozgást szolgálják. Fontos az a körülmény, hogy a kisagyféltekék a test azonos oldali izomzatának mozgásait kontrollálják, valamint az, hogy a kisagynak nincsenek közvetlen pályái az alsó motoros neuronokhoz, hanem befolyása azokra közvetve, az agykérgen és az agytörzsön keresztül érvényesül.

## A kisagy helyzete, makroszkópiája

A kisagy helyzete

A kisagy az utóagy részei közül a legnagyobb, a hátsó koponyagödörben a negyedik agykamra, a híd és a nyúltvelő mögött helyezkedik el, felülről egy kemény agyhártya (dura mater) lemez, a kisagysátor (tentorium cerebelli) takarja. Két kétoldali kisagyi féltekéből (hemispherium cerebelli) és egy középső, behúzódott, keskenyebb részből, a féregből (vermis cerebelli) tevődik össze. Három fő lebenye van. Az agytörzs hátsó részével három szimmetrikus, idegrostokból álló köteg, a felső, középső és alsó kisagykar (pedunculus cerebellaris superior, medius et inferior) köti össze. A kisagy három fő lebenyre oszlik.

## A kisagykéreg szerkezete
A kisagy cerebellum kérge széles lemeznek tekinthető, amely a keresztirányú síkban redőket képez. Minden redő (folium) belül fehér állományt tartalmaz, amit a felszínen szürkeállomány borít. A kisagykéreg szürke állománya az egész területén azonos szerkezetű. Három rétege van : 

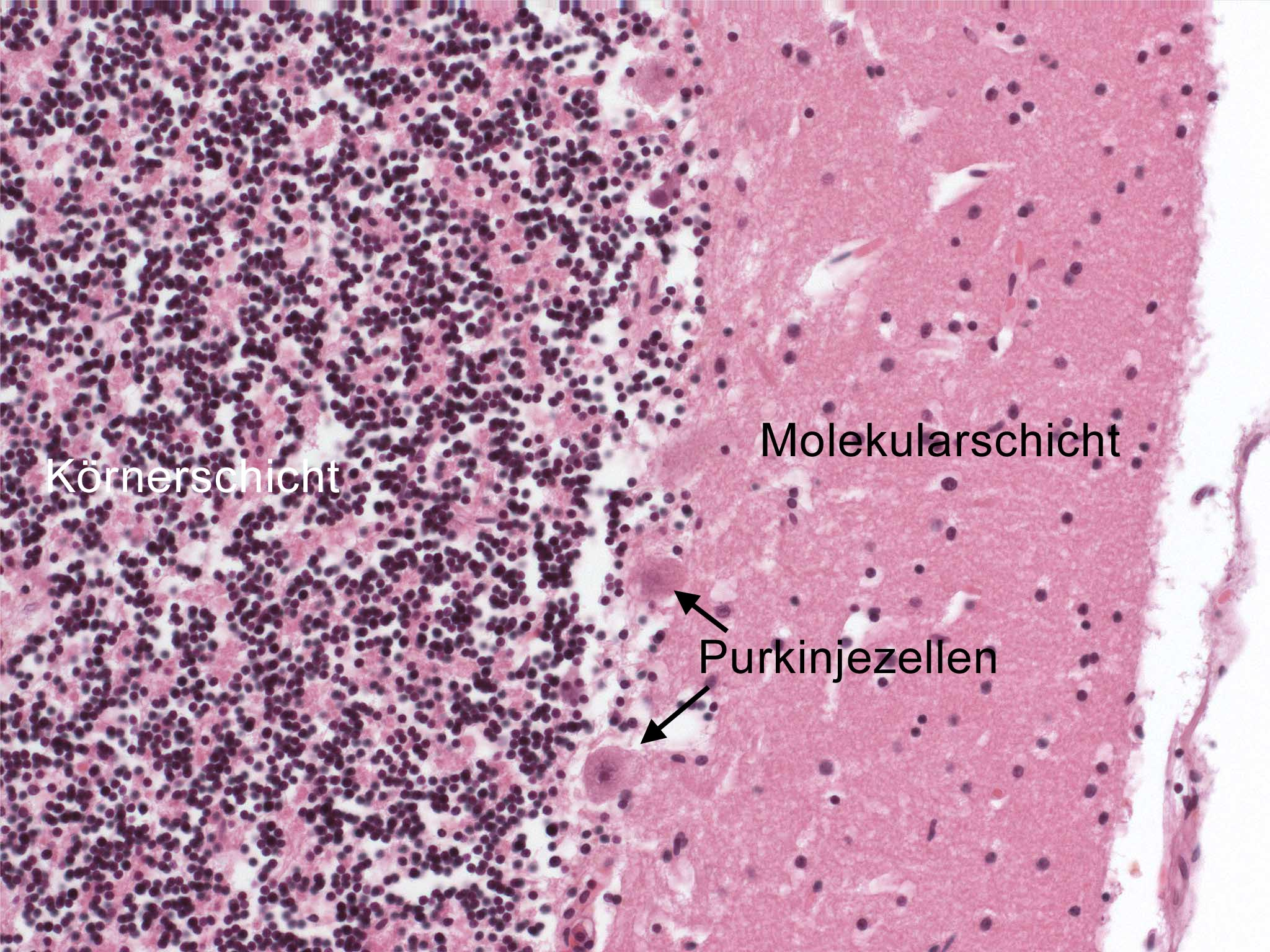
A kisagy szövettani metszete. Balról jobbra: szemcsés réteg, Purkinje sejtek rétege, molekuláris réteg

- 1. egy külső - főleg rostokat és szinapszisokat tartalmazó - réteg, a (stratum moleculare);
- 2. egy középső, a Purkinje sejtek rétege, (stratum ganglionare);
- 3. egy belső szemcsés réteg, a (stratum granulosum).

A molekuláris réteg kétféle neuront tartalmaz: a külső csillagsejteket és a belső kosársejteket. Ezek a neuronok elszórtan helyezkednek el a dendritek elágazódásai és számos vékony axon között, amelyek párhuzamosan futnak a foliumok hossztengelyével. Közöttük neuroglia sejtek találhatók. A Purkinje sejtek nagyok, egyetlen rétegben helyezkednek el. Dendritjeik benyúlnak a molekuláris rétegben bőségesen elágazódnak. Finomabb ágaikat rövid, vastag dendrittövisek borítják. Ezek synapsisokat képeznek a szemcsesejtek axonjaival (paralel rostokkal). A Purkinje sejt alapján eredő axon áthalad a szemcsés rétegen, és a fehérállományban lévő kisagyi magvak egyikében synapsist képezve végződik. Néhány Purkinje sejt axonja közvetlenül az agytörzs vestibularis [VIII.] magjaiban végződik. A szemcsés réteget apró sejtek alkotják. Minden sejtből négy-öt dendrit ered, amelyeknek végződése a beérkező moharostokkal képeznek synapticus kapcsolatokat. A szemcsesejtek axonja a molekuláris rétegben T-alakban elágazódik, az ágak merőlegesen futnak a Purkinje sejtek dendritnyúlványira.

## A kisagykéreg funkcionális mezői
A vermis kérge befolyásolja a test hosszanti tengelyének mozgásait, nevezetesen, a nyakét, a vállakét, a mellkasét, a hasét és a csípőkét. Közvetlenül a vermistől lateralisan van a kisagyfélteke úgynevezett átmeneti zónája. Ez a zóna kontrollálja a végtagok distalis részeinek, kiemelten a kéznek és a lábnak az izmait.

## Kisagyi működések
A kisagyféltekék nagy mennyiségű fehérállományt (substantia alba) tartalmaznak. A fehérállományt háromféle rost alkotja: 
- (a) intrinsic,
- (b) afferens,
- (c) efferens.

A belső (intrinsic) rostok nem hagyják el a kisagyat, hanem összekötik annak különböző részeit. Az afferens rostok alkotják a fehérállomány nagyobb részét, a kisagykéreghez futnak. A kisagyba főleg az alsó és a középső kisagykarokon keresztül lépnek be. Az efferens rostok a kisagy kivezetéseit képezik és a Purkinje sejtek axonjaival kezdődnek a kisagykéregben. A Purkinje sejtek túlnyomó többségének axonjai a kisagy magvaihoz futnak és azok sejtjein végződnek szinapszisokkal.

## A kisagy összeköttetései
A kisagyat számos efferens és afferens rost köti össze a központi idegrendszer egyéb részeivel. Ezek a rostok mindkét oldalon három vastag kötegbe, a kisagykarokba (pedunculus cerebellaris) csoportosulnak. A felső kisagykarok a kisagyat a középaggyal kötik össze, a középső kisagykarok a kisagyat a híddal kötik össze, végül az alsó kisagykarok a kisagy és a nyúltvelő között teremtenek kapcsolatot.
Afferens rostok (bemenet):
- gerincvelő: spinocelebelláris pályák (bőr-, izom-, ín-, ízület-afferensek)
- vestibuláris magok: egyensúly érzékelési információkat közvetítenek
- formatio retcularis: kevéssé feldolgozott polysensoros információk
- nagykéreg: erősen feldolgozott polysensoros információk

## Az agykéregből
Az agykéreg három pályarendszeren keresztül küld információkat a kisagyhoz; ezek: (1) a cortico-ponto-cerebellaris pályarendszer, (2) a cerebro-olivo-cerebelláris pályarendszer, és a (3) cerebro-reticulo-cerebellaris pályarendszer.

## A nyúltvelőből
Ezek a rostok a nyúltvelő hátsó kötegi átkapcsoló magjából erednek és az azonos oldali kisagyféltekébe az alsó kisagyi karon keresztül lépnek be. A pályán keresztül a kisagy izom- és ízületi információkat kap a felső végtag és a törzs felső részének izomorsóiból, ínorsóiból és ízületi receptoraiból.

## A nervus vestibularisból
A nervus vestibularis [VIII.] a belső fülből kap információkat a mozgásra (és a szöggyorsulásra) vonatkozóan a félkörös ívjáratokból, és a test gravitációhoz viszonyított helyzetéről (és az egyenes vonalú lineáris gyorsulásról) a tömlőcskéből és a zsákocskából. Az egyensúlyi ideg számos közvetlen afferens rostot küld az azonos oldali kisagyféltekéhez az alsó kisagykaron keresztül. Más vestibularis rostok először az agytörzsi vestibularis magvakhoz futnak, ahol synapsist képezve átkapcsolódnak a kisagy felé.

## Kisagyi efferens rostok
A kisagy kérgének egész efferentációja a Purkinje sejtek axonjain keresztül valósul meg. A Purkinje sejtek axonjainak többsége a kisagyi magvak neuronjain szinapszist képezve végződik. A kisagyi magvak neuronjainak axonjai átkereszteződnek az ellenkező oldalra az ellenoldali vörös mag (nucleus ruber) neuronjain végződnek, ahonnan a tractus rubrospinalis rostjai indulnak ki. A fogas mag neuronjainak axonjai átkereszteződnek és az ellenoldali talamuszban végződnek. A talamusz neuronjainak axonjai a nagyagykéreg elsődleges motoros mezőjének területén végződnek. A mag így befolyásolni tudja a motoros aktivitást. Más kisagyi magok az oldalsó vestibularis magba és a hálózatos állományba küldenek rostokat.

## A kisagy funkciói
A kisagy afferens információkat kap az akaratlagos mozgásokról az agykéregből, valamint az izmokból, az inakból és az ízületekből. Ugyancsak kap jelzéseket az egyensúlyi helyzetről a nervus vestibularisból [VIII.] és valószínűleg a látórendszerből. Mindezek az információk bekerülnek a kisagykéreg információkat feldolgozó rendszerébe és a Purkinje sejtekre összpontosulnak. A Purkinje sejtek axonjai – néhány kivételével – a kisagyi magokon végződnek. Egyes Purkinje sejtek axonja kilép a kisagyból, és közvetlenül végződik az agytörzs nucleus vestibularis lateralis magján. A Purkinje sejtek axonjai gátló hatást fejtenek ki a kisagyi és a lateralis vestibularis magok neuronjaira. A kisagyból eredő rostok az idegrendszer azon területein végződnek, ahonnan azok a pályák indulnak ki, amelyek a gerincvelői szelvények szintjén befolyásolják a motoros aktivitást. A kisagynak tehát nincs közvetlen neuronális kapcsolata az alsó motoros neuronokkal, hanem hatását közvetve, az agykérgen és az agytörzsön keresztül fejti ki. 
A kisagy a pontos mozgásokat koordináló működését úgy fejti ki, hogy folyamatosan összehasonlítja az agykéreg motoros mezőiből kiinduló ingerületeket a működésben lévő izmokból származó proprioceptív információkkal; így képessé válik az alsó motoros neuronok aktivitásának szükségessé váló módosítására. Ez a motoros neuronok ingerületi állapota időbeliségének és sorrendjének ellenőrzésén keresztül valósul meg. 
Parkinson-kóros betegeknél, ahol a substantia nigra a neurodegeneráció következtében nem látja el kellőképpen feladatát, megfigyelhető, hogy minden korábbi nehézség nélkül keresztül tudnak menni egy szobán, el tudnak menni egy útvonalon, ha a lépések helyét "a nyomokat" előre kirajzoljuk a padlóra, ugyanis ilyen erős vizuális támpont esetén a substantia nigra feladatát ideiglenesen átveszi a kisagy.
Az is valószínű, hogy a kisagy visszajelzéseket küld az agykéreg motoros területéhez az agonista izmok gátlása és az antagonista izmok ingerlése érdekében, ezzel korlátozva az akaratlagos mozgások terjedelmét. Ezért a kisagyi károsodások (léziók), vagy olyan sérülések, melyek például subarachnoidális duzzanatot okoznak, így a kisagyat a foramen magnumba nyomják, nagyrészt nem bénulást, hanem súlyos mozgáskoordinációs zavart, egyensúly vesztést és motoros tanulási készség csökkenést okozzák. A motoros koordinatív problémákat már a 18. század élettanászai kimutatták kisagysérült betegeknél. Azonban a modern kutatások a kisagynak nagyobb szerepet tulajdonítanak bizonyos kognitív funkciókban, beleértve a figyelmet, a nyelvi, zenei készséget és egyéb érző ingerek (szenzoros stimulusok) feldolgozását.
A kisagy ezenkívül számos kognitív funkcióban szerepet játszik, mint a munkamemória, a tér- és időészlelés, vagy a nyelv.